# Yuri Nikoláyevich Vóronov (botánico)
Yuri Nikoláyevich Vóronov (en ruso: Ю́рий Никола́евич Во́ронов), también conocido como Georg Jurij Nikolaevich Woronow (1 de junio de 1874 - 10 de diciembre de 1931) fue un botánico y explorador ruso.
En la década de 1920 realizó expediciones a las regiones tropicales del norte de Sudamérica Fue director del Herbario de Tiflis, Georgia

## Honores

### Epónimos
Especies, unas 83, entre ellas
- (Alliaceae) Allium woronowii Miscz. ex Grossh.[4]

- (Amaryllidaceae) Galanthus woronowii Losinsk.[5]

- (Apiaceae) Bupleurum woronowii Manden.[6]

- (Apiaceae) Eryngium woronowii Bordz.[7]

- La abreviatura «Woronow» se emplea para indicar a Yuri Nikoláyevich Vóronov como autoridad en la descripción y clasificación científica de los vegetales.[8]

Realizó una interesante porción de nuevas especies, existiendo 246 registros de sus identificaciones y clasificaciones; publicándolas habitualmente en : Not. Syst. Herb. Hort. Petrop.; Monit. Jard. Bot. Tiflis; Grossheim, Fl. Kavkaza; Fl. URSS; Sched. Herb. Fl. Cauc.; Acta Inst. Bot. Acad. Sc. URSS; Trudy Bot. Sada Imp. Yur'evsk. Univ.; Opred. Rast. Kavkaza i Kryma; Acta Hort. Bot. Acad. Sc., ante Petrop; Spisok Rast. Herb. Fl. URSS; Fl. Caucas.; Beih. Bot. Centralbl.; Fragm. Monogr. Gen. Scorzon.; Fl. Yugo-Vost.; Sketch Veg. Transcaucasia